# 劉華東
劉華東（1778年—1841年），祖籍福建，清朝廣東狀師，有「文怪師爺」之綽號。與陳夢吉、方唐鏡、何淡如合稱「廣東四大狀師」，也是四大狀師中年紀最老的。此外，劉華東參考崑劇《金印記》與《滿床笏》改編成粵劇名劇《六國大封相》。同時他的對聯作品《劉華東隸書八言聯》，現存於香港荔枝角公園內。
香港跨媒體資深傳媒人劉天賜及著名唱片騎師暨電視節目主持人蘇施黃（本名劉高琮）均為劉華東同族後人。

## 流行文化
1984年，香港男歌手葉振棠曾於無綫電視劇集《扭計雙星》中飾演劉華東。